# Línea Heihe-Tengchong

línea Heihe-Tengchong.

Mapa de densidad de población de la República Popular China y Taiwán.

La Línea Heihe-Tengchong (en chino: 黑河-腾冲线, pinyin: xiàn Heihe-Tengchong), también conocida como Línea Aihui-Tengchong, es una línea imaginaria que divide la zona de la República Popular China en dos partes casi iguales. Se extiende desde la ciudad de Heihe hasta el condado de Tengchong, área administrada por Baoshan, Yunnan, en diagonal a través de China.
El geógrafo chino Hu Huanyong imaginó la línea en 1935, y la catalogó como una línea de demarcación "geo-demográfica".
Esta línea imaginaria que divide el territorio de China de la siguiente manera (en 1935):
- Al oeste de la línea: 57% de la superficie, el 4% de la población (1935)
- Al este de la línea: 43% de la superficie, el 96% de la población (1935)

De acuerdo a las estadísticas del año 2002, los datos quedarían así:
- Al oeste de la línea: 57% de la superficie, el 6% de la población (2002)
- Al este de la línea: 43% de la superficie, el 94% de la población (2002)

A pesar de haber pasado casi 80 años desde su planteamiento inicial, los datos actuales muestran unas cifras muy similares, ya que el territorio no ha cambiado, y sólo se ha visto un leve incremento de la población en el oeste. Según el censo de 2000, un 9,2% los que vivían al oeste de la Línea, un salto de 5,2% desde 1935.
El ligero cambio en la población se atribuye a la migración de la etnia Han hacia las zonas urbanas en las regiones autónomas del Tíbet y Xinjiang. Sin embargo, el lado oeste de la línea Heihe-Tengchong sigue siendo relativamente pobre y rural, en comparación con el este.